# Bruksmusik
Bruksmusik är musik som framförs med annat syfte än ren musiklyssning i rekreationssyfte (som på exempelvis konserter). Exempel på bruksmusik kan vara att förhöja värdet i en rit (som brudmarschen under ett bröllop), hålla takten när man är fler som behöver synkronisera sig (som vid rodd eller när flera personer skall lyfta/baxa något tungt) eller vid kommunikation (som när vallpigan kallar in boskap till mjölkning med hjälp av kulning eller spel på kohorn). 
Termen Gebrauchsmusik lanserades i Tyskland på 1920-talet och syftade då på ett slags funktionell och lättillgänglig konstmusik.